# نظر كندي
نظر كندي هي قرية في مقاطعة جلفا، إيران. عدد سكان هذه القرية هو 111 في سنة 2006.